# Compte
Pour les articles ayant des titres homophones, voir Comte et Conte.
Le mot compte peut référer au verbe compter, au sens de dénombrer. Un compte peut aussi référer à des unités de valeur, et à des listes utilisées par exemple par des entreprises, comme les banques et instituts financiers.

## Étymologie
Le verbe compter et le substantif compte, autrefois comput dans sa forme savante ou mathématique, proviennent respectivement de l'évolution du verbe latin computāre, signifiant "égaliser des sommes d'argent, des montants de même valeur pour assurer une transaction équilibrée..., faire des calculs avec des chiffres (compter ou calculer), établir des budgets, faire entrer en compte ou prendre en ligne de compte... " et du mot latin compǔtus, signifiant "calcul,compte".
Le verbe latin putare possède le sens concret en arboriculture romaine de "couper des branches". L'action du préfixe "cum" ou "com", c'est-à-dire la locution signifiant "avec" indique l'intervention d'une mesure ou la nécessité d'une régulation, voire la détermination d'un ordre parmi les choix ou branchements possibles d'où l'idée d'égaliser, d'équilibrer... L'existence de ces choix possibles, présents dans la signification primitive de "computare" a marqué l'autre sens figuré, cette fois-ci appliqué à des événements possibles ou à une mise en valeur ou une présentation délibérément choisie, observable autrefois dans le même mot que compte, mais à graphie simplifiée ou romane conte ou les verbes des expressions "conter, raconter une histoire". L'orthographe française ne commence à être régulée qu'à partir du règne du roi de France François Ier, par exemple déjà préoccupé de l'écriture administrative par l'édit de Villers-Cotterêts. En ancien français, le verbe conter pouvait signifier au choix "compter" ou "raconter".

## Histoire
L'origine de la numération chez l'homme fait l'objet de nombreuses recherches interdisciplinaires, notamment celles coordonnées par le Conseil européen de la recherche dans le cadre du projet Quanta d'« étude de l'émergence des compétences humaines en matière de comptage », initié en 2020,. Les plus anciennes traces attribuables à un comptage sont un ensemble de neuf entailles parallèles pratiquées sur un fémur de hyène par un néandertalien il y a environ 60 000 ans, et d'autres entailles pratiquées sur un os de babouin par un homme moderne il y a environ 40 000 ans. Les premières traces indubitables d'un comptage, des jetons de différentes formes et tailles employés par les Mésopotamiens, ne datent cependant que d'environ 5 500 ans.
Des animaux aussi différents que des poissons, des abeilles et des poussins sont quant à eux capables d'énumérer des quantités de 1 à 4.

## Comptage ou dénombrement
Il s'agit dans ce cas d'un dénombrement, utilisé d'habitude pour savoir combien il y a d'objets dans un ensemble de taille finie, ou bien pour mettre de côté un nombre désiré d'objets (en commençant par un pour le premier objet et en continuant avec une correspondance un-à-un ou bijection).
Compter est également une opération réalisée par des enfants pour montrer leur connaissance des nombres. Compter implique parfois des nombres autres que un (par exemple : quand on compte de l'argent ou quand on « compte par cinq » : 5,10,15, 20, 25, etc.) ; mais des nombres simples (le plus souvent des entiers) sont généralement utilisés.
Il existe des preuves archéologiques que les humains savent compter depuis au moins 50 000 ans.
Le développement du comptage a conduit au développement de notations mathématiques et au système numérique. On a commencé à compter, dans les anciennes cultures, pour garder trace de données économiques, notamment pour connaître la production agricole et lever les impôts, par exemple dans l'Égypte antique.

## Sens propre à certains domaines professionnels

### Comptabilité
En comptabilité, un compte est une unité pour l'enregistrement, le classement et l'agrégation des flux de nature (ou parfois de destination dans les comptes anglo-saxons) similaire qui affectent l'entreprise (variations de ressources propres ou de tiers, variations d'éléments de patrimoine, charges, produits, variations de liquidités). La liste des comptes est référencée dans un plan comptable.
Il existe des comptes de base et des comptes de regroupement.

#### Compte de base
Un compte de base a :  
- un identifiant unique dans le plan de compte en vigueur dans l'organisation dont la comptabilité est tenue - en général il s'agit du numéro de compte ;
- un nom qui explique l'objet du compte ;
- le compte de regroupement auquel se rattache le compte de base ;
- des enregistrements au crédit ou au débit - ces enregistrements sont liés à des flux économiques et sont documentés, ils sont datés et disposent d'une référence unique ;
- un solde qui évolue dans le temps. Sont mentionnés le solde d'ouverture de la période comptable et son solde de clôture.

#### Compte de regroupement
Un compte de regroupement n'a pas d'enregistrements propres mais une liste de comptes de base ou de comptes de regroupement de rang inférieur dans la hiérarchie / arborescence du plan de compte : par exemple le compte de regroupement des charges de personnel (PCG : 64) va regrouper les comptes des Rémunération du personnel (PCG : 641), des cotisations sociales (PCG 645); celui des cotisations sociales distinguera sur plusieurs comptes l'assurance maladie (PCG : 6451), l'assurance chômage (PCG : 6454), la retraite (PCG : 6453), la prévoyance (PCG : 6458), la mutuelle (PCG 6452). (La référence PCG concerne le plan comptable français officiel).
Les comptes clients et fournisseurs sont des comptes de regroupement appelés "collectifs" : chaque client ou fournisseur aura son propre sous compte autonome du compte de regroupement client ou fournisseur.

#### Convention courante de présentation
Le compte de base se présente habituellement sous forme d'un tableau de nombres à deux colonnes (compte en T) : les débits sont enregistrés dans la colonne gauche et les crédits dans celle de droite . Lorsqu'une seule colonne est utilisée, un mouvement au crédit est affecté d'un signe négatif.
| Compte :  | 601.000X                      |           |              |          |
| Libellé : | Approvisionnements matériau X |           |              |          |
| date      | opération                     | référence | débit        | crédit   |
| 01/01/21  | solde à l’ouverture           | AN        | 0,00 €       |          |
| 15/01/21  | achat F. Delvaux 50 kg.       | BdC 99825 | 63 000,00 €  |          |
| 19/01/21  | achat Cie Martin 30 kg.       | BdC 99826 | 37 500,00 €  |          |
| 23/01/21  | achat F. Delvaux 60 kg.       | BdC 99827 | 73 200,00 €  |          |
| 28/01/21  | achat SAS Durand 40 kg.       | BdC 99828 | 50 800,00 €  |          |
| 31/01/21  | Ristourne Delvaux             | AV 00125  |              | 650,00 € |
|           |                               |           |              |          |
|           |                               |           |              |          |
|           |                               |           |              |          |
| Totaux    |                               |           | 224 500,00 € | 650,00 € |
| Solde     |                               |           | 223 850,00 € |          |

Une colonne est souvent présente et est utilisée pour certains comptes de bilan : Le pointage (qui permet d'assurer qu'une opération enregistrée dans un compte de banque figure bien au relevé de compte émis par cette banque), et le lettrage qui permet principalement entre elles les mouvements de tiers et les opérations de trésorerie qui les dénouent.

### Banque
Dans une banque, un compte est attribué à chaque client pour un produit financier ou une obligation (emprunt). Il permet de tracer les entrées, sorties et soldes d'argent ou d'autres actifs de ce client pour ce ou ces produits / obligations (compte courant, compte d'épargne, compte de titres, compte de prêt, etc.).
Le client détenteur du compte est appelé titulaire du compte. Si le compte est détenu par plusieurs personnes (compte joint entre époux, compte en indivision…), on parle de co-titulaires. Un compte peut être démembré : l'usufruit attribué à une personne et la nue-propriété à une autre.
Le titulaire peut également donner une procuration à des tiers qui sont alors mandataires sur le compte (ils sont autorisés à effectuer certaines opérations, éventuellement dans certaines limites). C'est par exemple le cas de toutes les personnes morales dont les mandataires sociaux sont par défaut ceux qui peuvent décider de l'ouverture, de la clôture et des mouvements devant affecter les actifs du compte.
Le client titulaire d'un compte est également désigné comme contrepartie (notamment dans le domaine de la gestion du risque de contrepartie.
La nature juridique du contenu du compte peut varier. Dans un compte courant, le titulaire a une créance sur la banque du montant du solde du compte. Dans le cas d'un compte titres, la Banque sert d'intermédiaire qui tient l'inventaire des titres détenus.

### Commerce / Marketing
Par extension, dans le marketing et le développement commercial, on désigne fréquemment les clients par le terme « compte ». Cette expression est généralement réservée aux grands clients, appelés « grands comptes », par opposition aux PME ou aux TPE.

## Internet
Dès lors que l'identification d'un internaute est requise pour accéder à certains services en ligne, il lui est demandé de créer un compte qui permettra à l'éditeur du service de l'identifier. Cette identification n'est pas forcément totale et l'internaute peut rester anonyme : par exemple, il s'identifie avec une adresse de courriel ou un numéro de téléphone.
Par exemple, un éditeur de journal en ligne ne permettra qu'aux internautes disposant d'un compte de commenter un article : il sait qu'il peut plus ou moins identifier un commentateur malveillant qui se livrerait à la diffamation.